# Ukon Tokutarō
Ukon Tokutarō (jap. 右近 徳太郎; * 23. September 1913 in Sumiyoshi (heute: Higashinada-ku, Kōbe), Präfektur Hyōgo; † 1. März 1944 auf Bougainville, Papua-Neuguinea) war ein japanischer Fußballspieler.

## Nationalmannschaft
1934 debütierte Ukon für die japanische Fußballnationalmannschaft. Ukon bestritt fünf Länderspiele und erzielte dabei ein Tor. Mit der japanischen Nationalmannschaft qualifizierte er sich für die Olympischen Spiele 1936.

## Errungene Titel
- Kaiserpokal: 1936, 1937